# Cazzago San Martino
Cazzago San Martino là một đô thị trong tỉnh tỉnh Brescia thuộc vùng Lombardia, Ý. Đô thị này có diện tích 22 km², dân số 9856 người. Các đơn vị dân cư trực thuộc là: Bornato, Calino, Pedrocca, Barco, Costa. Các đô thị giáp ranh gồm: Adro, Corte Franca, Erbusco, Ospitaletto, Passirano, Rovato, Travagliato